# (44) Nysa
(44) Nysa est un grand et très lumineux astéroïde de la ceinture principale d'astéroïdes. Il est aussi l'élément le plus brillant de la famille de Nysa. Il est classé comme astéroïde de type E et est probablement le plus grand de ce type, bien que (55) Pandore soit légèrement plus petit.

## Découverte
Il a été découvert par l'astronome franco-allemand Hermann Goldschmidt, le 27 mai 1857, et nommé d'après la terre mythique de Nysa dans la mythologie grecque.

## Propriétés physiques
En 2002, Kaasalainen et son équipe ont exploité 63 courbes de lumière à partir du Uppsala Asteroid Photometric Catalog (UAPC) pour construire une modélisation de la forme de (44) Nysa. La forme obtenue, conique, a été interprétée comme l'indice que l'astéroïde puisse être un binaire en contact.
En 2003, Tanga et son équipe ont publié des résultats obtenus à partir du capteur de guidage de précision du télescope spatial Hubble grâce auquel une observation interférométrique de haute précision a été réalisée sur Nysa avec pour objectif une détermination plus précise de sa forme. En raison de l'orbite de Hubble autour de la Terre, les longues heures de sessions, qui sont normalement utilisées pour résoudre la forme de l'astéroïde, n'ont pas pu se dérouler comme à l'accoutumée. Au lieu de cela, l'équipe a utilisé l'interférométrie sur l'astéroïde au moment de sa rotation quand il présente son axe le plus long perpendiculairement à la Terre. Les modélisations de sa forme ellipsoïdale ont ensuite été ajustées aux données obtenues pour mieux estimer la forme de l'astéroïde. Les deux modèles ellipsoïdaux simples et doubles ont été confrontés aux données et ont fourni à peu de chose près un ajustement de sa forme de même qualité; laissant l'équipe incapable de faire la différence entre un objet allongé et le modèle du binaire en contact mis en avant par Kaasalainen et consorts. Une observation d'une occultation stellaire de l'étoile TYC 6273-01033-1 par (44) Nysa par l'astronome amateur hollandais Harrie Rutten a mis en évidence une réapparition en deux phases le 20 mars 2012. Ces résultats ont confirmé la forme conique ou la nature binaire de Nysa.
En décembre 2006, Shepard et son équipe ont effectué trois jours d'observations radar de Nysa avec le radiotélescope d'Arecibo. L'astéroïde a présenté une valeur de polarisation radar élevée (u c) de 0,50 ± 0,2, un albédo radar de 0,19 ± 0,06, et un albédo visuel (p v) de 0,44 ± 0,10. Les mesures d'albédo étaient basées sur un modèle de forme élaboré à Arecibo. La meilleure modélisation de sa forme, telle que mesurée par l'équipe d'Arecibo a ainsi pour paramètres a/b = 1,7 ± 0,1, a/c = 1,6-1,9, avec un axe A de 113 ± 10 km; ce qui donne un diamètre effectif de 79 ± 10 km, résultat pleinement compatible avec l'étude du télescope Hubble de Tanga et son équipe en 2003. Les données recueillies ont également montré des indices de concavité significative dans la structure de Nysa, mais le creux sur les courbes radar n'est pas assez prononcé pour indiquer une bifurcation, ce qui ne permet pas de trancher si oui ou non Nysa est vraiment un binaire en contact.
On a reporté trois occultations stellaires par Nysa à ce jour (2016).